# 에드먼드 카트라이트

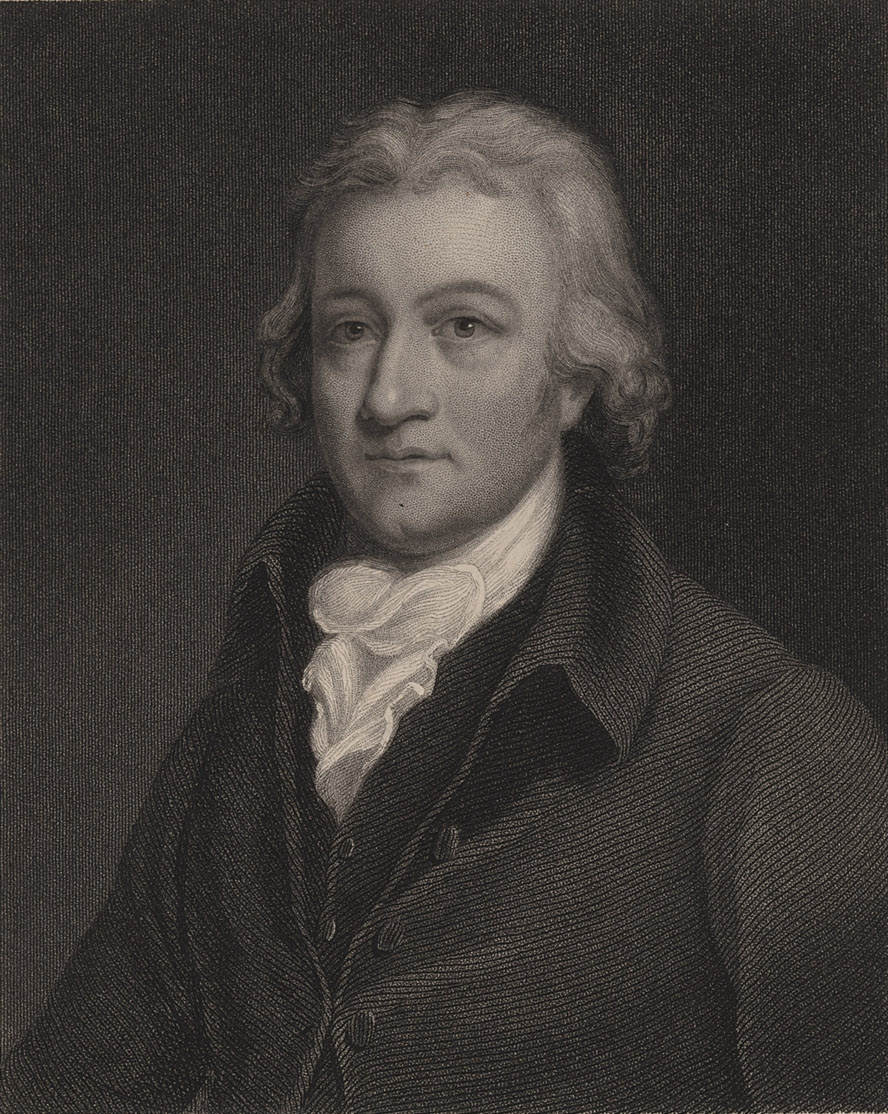
에드먼드 카트라이트

에드먼드 카트라이트(영어: Edmund Cartwright, 1743년 4월 24일 ~ 1823년 10월 30일)는 영국의 발명가이다.
처음에는 목사였으나, 40세부터 아크라이트가 발명한 방적기가 보급되어 무명실이 많이 생산되자 이를 천으로 짜내는 작업을 효율적으로 하기 위해 직물 기계를 개량하기로 마음먹었다. 1789년 물레방아나 증기 기관을 이용한 역직기를 발명함으로써 실을 만드는 속도와 천을 짜는 속도를 연결시켰다. 그는 직접 공장을 세워 직물을 생산하였으며 산업 혁명에 큰 영향을 끼쳤다고 평가된다.